# چئلاو
چئلاو (به لاتین: Chilaw Divisional Secretariat) یک منطقهٔ مسکونی در سری‌لانکا است که در ناحیه پوتالام واقع شده‌است.